# Ted Nichols
Theodore „Ted“ Nichols (geboren als Theodore Nicholas Sflotsos; * 2. Oktober 1928 in Missoula in Montana) ist ein US-amerikanischer Komponist, Arrangeur, Dirigent und Musikpädagoge griechischer Abstammung.
Nichols besuchte die John R. Rogers High School in Spokane/Washington. Er trat dann in die US Navy ein und spielte dort in einer Swing-Band Saxophon, Klarinette und Violine. Später gründete er in Corpus Christi eine eigene Band. Nach dem Ende seiner Dienstzeit in der Navy studierte er an der Baylor University (Bachelor 1952). Während des Koreakrieges beteiligte er sich am Reserve Officer Training Corps (ROTC) der Air Force und gründete an der Sampson Air Force Base in New York die Air Force Bandsmen Training School, für die er u. a. Musiker der Eastman School of Music und der Juilliard School of Music gewann.
Nach seiner Militärzeit gründete Nichols die Corpus Christi Youth Symphony, unterrichtete an Schulen der Stadt und erwarb den Mastergrad an der Texas A&I University. In den 1950er Jahren kam er als Komponist zu den Hanna-Barbera Productions und komponierte hier Musiken zu Filmen wie Scooby-Doo, Where Are You!, The Flintstones, Josie and the Pussycats, Shazzan, Birdman and the Galaxy Trio, The New Adventures of Huckleberry Finn, Wacky Races und The Man Called Flintstone.
Daneben wirkte er von 1958 bis 1960 als Banddirektor am Santa Ana College und an der California State University (1960 bis 1972). Von 1975 bis 1984 war er Professor für Musik und Leiter des Musikdepartments am Western Conservative Baptist Seminary. Als Kirchenmusiker war er u. a. an der Church of the Open Door (1960 bis 1972) und beim Campus Crusade for Christ International (1972 bis 1975) aktiv.